# Tita Radilla
Tita Radilla o Tita Radilla Martínez (Atoyac de Álvarez, México, 6 de febrero de 1950) es una activista mexicana que ha luchado por la justicia para personas víctimas de desaparición forzada y sus familiares. Es vicepresidenta de la Asociación de Familiares de Detenidos Desaparecidos y Víctimas de violaciones a los Derechos Humanos en México (AFADEM), Atoyac de Álvarez, Guerrero, que ante el Sistema Interamericano de Derechos Humanos, ha denunciado, junto con la Comisión Mexicana de Defensa y Promoción de los Derechos Humanos, A.C. (CMDPDH), el caso de su padre Rosendo Radilla Pacheco, un episodio jurídico de gran relevancia para la justicia en su país sobre la desaparición forzada. Gracias a su trabajo en defensa de los derechos humanos, ha recibido distintos reconocimientos. Gracias a la larga lucha de Tita Radilla y la organización AFADEM, el caso de Rosendo Radilla es el primero en el que la justicia mexicana ha enmarcado las desapariciones forzadas cometidas por el Estado mexicano en la década de los años setenta como terrorismo de Estado.

## Biografía
Tita, nacida el 6 de febrero de 1950, en Atoyac de Álvarez, Guerrero, es la quinta hija de 11 que nacieron del matrimonio de Victoria Martínez y Rosendo Radilla, cafeticultor, ganadero y dirigente campesino en este municipio. Se casó a los 19 años y sufrió el rechazo social, por ser hija de una persona desaparecida. Enviudó a los 34 años y con la responsabilidad de hacerse cargo de sus 5 hijos, se convirtió en modista.
Acompañada de sus hermanas y su hermano, a los 22 años de edad, inició la búsqueda de su padre Rosendo Radilla, caso que también asumió el Comité Pro Defensa de Presos, Perseguidos, Desaparecidos y Exiliados Políticos, liderado por Rosario Ibarra de Piedra. Se involucra en la vida política poco después de votar por primera vez en 1988, para la elección presidencial, por el candidato Cuauhtémoc Cárdenas, del Partido de la Revolución Democrática, lo que la llevó a formar parte del Comité Ejecutivo Municipal de dicho partido en Atoyac, Guerrero, que la hizo regidora de 1993 a 1996.
En 1991 fue nombrada, en su municipio, presidenta de la Asociación de Familiares de Detenidos-Desaparecidos y Víctimas de Violaciones a Derechos Humanos (Afadem).
Ha sido una luchadora social que junto con los familiares de las personas desaparecidas, ha encabezado diferentes movimientos como marchas, huelgas de hambre, denuncias y exigencias para que aparecieran.
Su constante activismo la llevó a ser perseguida política por el gobernador guerrerense Rubén Figueroa Alcocer. La Procuraduría del estado expidió en su contra, en 1995, una orden de aprehensión por la toma del ayuntamiento de Atoyac en el mes de mayo de ese año. Y poco de un año después también fue hostigada por la masacre de Aguas Blancas, que la ligaba al Ejército Popular Revolucionario (EPR).
En el año de 1996, como representante de la Afadem, Tita se presentó a la sesión del Consejo de Derechos Humanos de la ONU, en Ginebra, Suiza, con el Grupo de Trabajo sobre Desapariciones Forzadas o Involuntarias, para presentar casos de desaparecidos de la "guerra sucia" y abusos cometidos por el Ejército durante la persecución del EPR.
En 1999 la Afadem presentó denuncias formales ante la PGR. La organización empezó con seis casos y después la Femospp acumuló 143 expedientes en una averiguación previa que fue remitida al fuero militar.
En el 2001 y ante la falta de respuesta de las autoridades mexicanas para encontrar a su padre, Tita decide presentar su caso ante la Comisión Interamericana de Derechos Humanos y ante la Corte Interamericana de Derechos Humanos (CoIDH), organismo que en noviembre de 2009 dictó sentencia condenatoria en contra del Estado mexicano, por la desaparición forzada de Rosendo Radilla Pacheco, así como por diversas violaciones a los derechos humanos cometidas en agravio de sus familiares. Esta sentencia ha sido relevante para la Suprema Corte de Justicia de la Nación (SCJN). En 2024, 
Tita Radilla se ha caracterizado por su labor en la visibilización de lo que han padecido cientos de familiares de desaparecidos en Atoyac de Álvarez, Guerrero, y en la constante defensa de los derechos humanos, por lo que la Comisión de Derechos Humanos del Distrito Federal le otorgó en el 2011, el premio Ponciano Arriaga, y en el mes de noviembre de ese mismo año, en Londres, Inglaterra, la organización internacional de derechos humanos, Brigadas de Paz Internacional (PBI, por sus siglas en inglés), le entregó un reconocimiento por la defensa de los derechos humanos en México.
En 2024, la Jueza de Distrito Karla Macías emitió una sentencia en la que afirma que la desaparición forzada de Rosendo Radilla cometida en agosto de 1974 formó parte de una política de terrorismo de Estado llevada a cabo por el Estado mexicano. Las autoridades que fueron nombradas para cumplir con esta sentencia del caso Radilla impugnaron por medio de recursos de revisión. De los 8 recursos de revisión interpuestos por las autoridades, y tras un recurso de reclamación interpuesto por Fundar, el Segundo Tribunal Colegiado en Materia Penal con sede en Guanajuato resolvió el recurso de reclamación 13/2024, ordenó el envío dos recursos de revisión subsistentes a la Suprema Corte de Justicia de la Nación (SCJN). Será de nuevo este órgano quien resuelva confirmar o no lo determinado en la sentencia de la Jueza de Distrito.
A 50 años de la desaparición de su padre, Tita Radilla y sus hermanas, así como nietas, nietos, bisnietos y bisnietas de Rosendo Radilla realizaron un evento en la Ciudad de México, en la Glorieta de las y los Desaparecidos. En este evento recordaron al campesino y luchador social desaparecido, haciendo una mega pinta en el piso con la frase: "Señores soy campesino del estado de Guerreo, me quitaron mis derechos y me hicieron guerrillero", la cual forma parte de uno de los corridos de Rosendo Radilla.  Tita y su familia siguen recordando a Rosendo Radilla y exigiendo verdad y justicia en su caso y en el de cientos de personas desaparecidas durante los años setenta en Atoyac de Álvarez, Guerrero. 
Referencias
1. 1 2  Ferri, Pablo (23 de agosto de 2024). «De desaparición forzada a terrorismo de Estado: la jueza del caso Rosendo Radilla da un vuelco a las investigaciones de la Guerra Sucia». El País México. Consultado el 24 de junio de 2025.
2. ↑  «Tita Radilla Martínez | Cimac Noticias». www.cimacnoticias.com.mx. Consultado el 22 de septiembre de 2018.
3. 1 2  «Tita Radilla: Incansable lucha a favor de los derechos humanos en México - Comisión Mexicana de Defensa y Promoción de los Derechos Humanos». Comisión Mexicana de Defensa y Promoción de los Derechos Humanos (en inglés estadounidense). 24 de noviembre de 2011. Consultado el 22 de septiembre de 2018.
4. ↑  Pérez Cordero, Natalia (14 de febrero de 2025). «Rosendo Radilla Pacheco: una vez más a la SCJN». Fundar, Centro de Análisis e Investigación. Consultado el 24 de junio de 2025.
5. ↑  Sirenio, Kau (24 de agosto de 2024). «“No fue guerra sucia, sino terrorismo de Estado”. A 50 años de la desaparición de Rosendo Radilla, una jueza exige investigar a mandos militares». Consultado el 23 de junio de 2025.
6. ↑  Fundar México (25 de agosto de 2024), 50 años sin Rosendo Radilla: una deuda con la verdad y la justicia, consultado el 24 de junio de 2025.

- Datos: Q56750115